# Luciano Moreira
Luciano Fernandes Moreira (Uruoca, 29 de julho de 1962 – Morros, 16 de junho de 2011) foi um economista e político brasileiro. Graduado em Economia pela Universidade Estadual do Ceará, desenvolveu carreira pública no Maranhão nos anos 90, ocupando cargos públicos neste estado.
Nas eleições de 2010 no Maranhão, elegeu-se deputado federal pelo PMDB. Veio a falecer em 16 de junho de 2011 em acidente automobilístico.